# Cánh buồm đỏ thắm
Cánh buồm đỏ thắm (tiếng Nga: Алые паруса; Alye parusa) là một câu chuyện lãng mạn dành cho lứa tuổi mới lớn của nhà văn Aleksandr Grin. Tác phẩm được viết trong sáu năm, từ năm 1916 đến 1922 mới hoàn tất và đã được hãng Mosfilm chuyển thể thành phim năm 1961.

## Nội dung
Cô bé Axôn (Ассоль/ Assol) sống với cha là một thủy thủ nghỉ hưu sau khi mẹ cô là Mary mất sớm. Cha cô (Longren) ở nhà chăm sóc cô, ông làm các đồ chơi với những hình ảnh gợi về nghề thủy thủ để bán kiếm tiền. Một lần trong khi mang đồ chơi đi qua cánh rừng để bán, Axôn đã gặp ông già Egơn (Эгль). Ông kể cho cô bé nghe về cuộc sống ngoài biển cả và nói với cô rằng, lớn lên sẽ có một chàng hoàng tử lái con tàu có cánh buồm đỏ thắm đến đón cô. Và cô bé đã tin.
"Chàng hoàng tử" trong truyện là con trai một gia đình giàu có-Arthur Gray. Cậu bé có mơ ước được trở thành thủy thủ. Lớn lên, cậu xin vào làm thủy thủ tàu Anselm. Ban đầu thuyền trưởng Hop có vẻ không tin cậu thiếu niên nhà giàu này có thể chịu được khắc nghiệt nơi đầu sóng, nhưng qua chuyến đi biển dài ngày cùng cậu, Gray đã hoàn toàn làm thuyền trưởng Hop nể phục. Sau này, cậu rời bỏ thuyền Anselm để tự mua một con tàu cho riêng mình, tàu "Bí mật". Một hôm, trên đường đi, họ lái tàu ngang làng Kaperna (nơi Assol đang sống), Gray chợt có hứng muốn câu cá nên thủy thủ đoàn đã dừng chân ở đây. Tại bụi cỏ gần khu rừng họ dừng chân, Gray tìm thấy Assol đang ngủ và ngay lập tức yêu cô. Anh cởi chiếc nhẫn trên tay và nhẹ nhàng đeo cho cô. Assol vẫn say ngủ và không hề biết gì về việc này. Sau đó, Gray vào làng để tìm hiểu thêm về cô gái mình vừa gặp, và biết được câu chuyện về con thuyền có cánh buồm đỏ. Anh đã chuẩn bị con tàu y hệt như lời kể và đến rước Assol, trong sự ngỡ ngàng của dân làng, những người luôn chế nhạo cô và cha cô.

## Chuyển thể
- Cánh buồm đỏ thắm (phim 1961): hãng Mosfilm sản xuất năm 1961, dài 83 phút, đạo diễn Aleksandr Lukich Ptushko, với Anastasiya Alexandrovna Vertinskaya (1944-, diễn viên trong phim "Người cá" cùng năm) trong vai Axôn, Vasily Semyonovich Lanovoy (1934-) trong vai Arthur Gray, chàng thuyền trưởng của con tàu cánh buồm đỏ thắm.
- Vở kịch cùng tên năm 1978 của Nhà hát Múa rối "Люди и куклы".